# D.S.K.
D.S.K. (Abkürzung für Disruption of Soul and Kind) ist eine französische Deathgrind-Band aus Amiens, die im Jahr 1997 unter dem Namen Descamisados gegründet wurde.

## Geschichte
Die Band wurde im Jahr 1997 unter dem Namen Descamisados gegründet. Im Folgejahr erschien mit In Cold Blood das erste Demo. Die Band bestand dabei aus Gitarrist Olivier Delplace, Bassist David Galimid und Schlagzeuger Sébastien Bizet. Im Jahr 2000 erschien das Demo Disruption of Soul and Kind. Das Live-Album Ultra Death Metal schloss sich im Jahr 2003 an. Im Jahr 2004 veröffentlichte die Band ihre ersten beiden Alben Anything to Add? und …from Birth. Im selben Jahr trat die Band auf dem Tuska Open Air Metal Festival auf. Im Jahr 2006 wurde das Album Oppressed/Deformed im Studio 4 aufgenommen und veröffentlicht.

## Stil
Die Band spielt eine Mischung aus Death Metal und Grindcore, wobei sie besonderen Wert auf chaotische Elemente legt. Als Beschreibung ihres Stils nennt die Band den Begriff „Ultra Death Metal“.

## Diskografie
als Descamisados
- In Cold Blood (Demo, 1998, Eigenveröffentlichung)

als D.S.K.
- Disruption of Soul and Kind (Demo, 2000, Eigenveröffentlichung)
- Ultra Death Metal (Live-Album, 2003, Live 3x Productions)
- Anything to Add? (Album, 2004, Aberrant Podcutions)
- …from Birth (Album, 2004, Thundering Records)
- Oppressed/Deformed (Album, 2006, Thundering Records)